# Daniel C. Roper

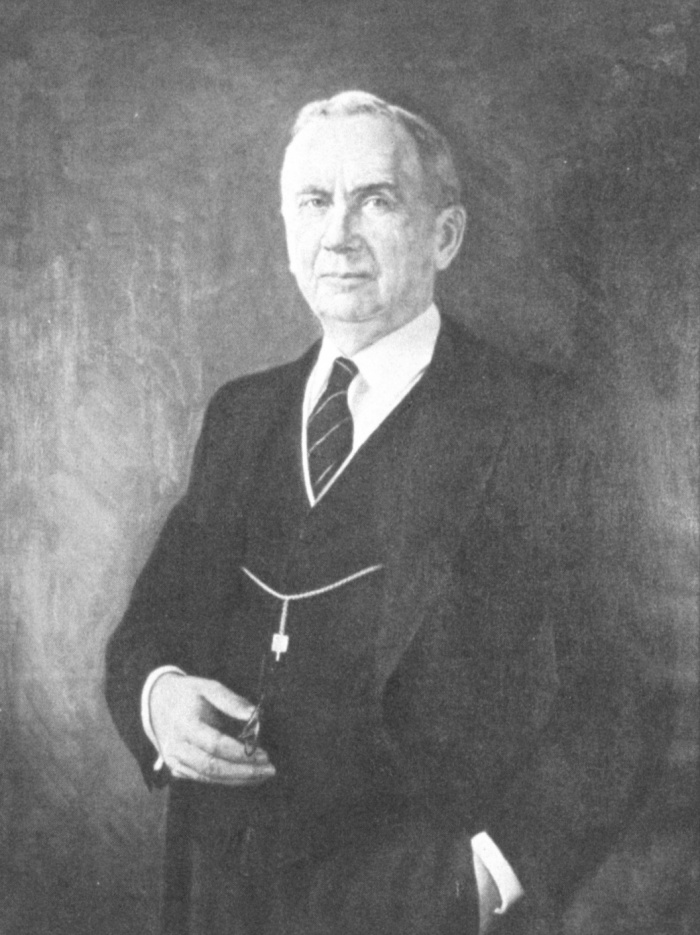
Daniel C. Roper

Daniel Calhoun Roper (* 1. April 1867 im Marlboro County, South Carolina; † 11. April 1943 in Washington, D.C.) war ein US-amerikanischer Politiker der Demokratischen Partei, der dem Kabinett von US-Präsident Franklin D. Roosevelt als Handelsminister angehörte.

## Leben
Daniel Roper, dessen Vater während des Bürgerkrieges ein Infanterieregiment aus North Carolina (Scotch Boys) angeführt hatte, machte 1888 seinen Abschluss am Trinity College, der späteren Duke University. 1901 erhielt er seinen Bachelor of Laws an der National University in La Jolla. Seit 1889 war er mit Lou McKenzie verheiratet, die zwei Töchter und fünf Söhne zur Welt brachte.
Politisch betätigte sich Roper erstmals 1892 als Abgeordneter im Repräsentantenhaus von South Carolina, dem er bis 1894 angehörte. In den folgenden Jahrzehnten schlug er eine Beamtenlaufbahn ein. Nachdem er zunächst von 1893 bis 1897 für den Senatsausschuss für überstaatlichen Handel (Committee on Interstate Commerce) gearbeitet hatte, war er von 1900 bis 1910 beim United States Census Bureau beschäftigt. Von 1911 bis 1913 war er schließlich mit dem House Committee on Ways and Means, einem Ausschuss des Repräsentantenhauses befasst.
Im Anschluss wurde er in der neuen US-Regierung unter Woodrow Wilson stellvertretender Postmaster General; 1916 leitete er dann Wilsons erfolgreiche Wiederwahlkampagne. 1917 war Roper zunächst Vorsitzender der Bundeszollkommission, ehe er bis 1920 als Leiter der Bundessteuerbehörde IRS fungierte.
Nach dem Wahlsieg der Demokraten 1932 trat Roper am 4. März 1933 das Amt des US-Handelsministers an, was er bis zum 23. Dezember 1938 blieb. In dieser Zeit begründete er unter anderem das Business Advisory Council, ein Gremium, das den Präsidenten in wirtschaftspolitischen Fragen beriet. Nachdem er aus dem Kabinett Roosevelt ausgeschieden war, wurde Roper im folgenden Jahr als Nachfolger von Norman Armour zum Botschafter der Vereinigten Staaten in Kanada berufen. Sein Beglaubigungsschreiben wurde von König Georg VI. am 17. Mai 1939 persönlich in Empfang genommen; es war dessen erste offizielle Amtshandlung als Staatsoberhaupt auf kanadischem Boden.
1941 veröffentlichte Daniel Roper seine Autobiografie mit dem Titel Fifty Years of Public Life. Zwei Jahre später verstarb er in Washington.